# Calchfynydd
Calchfynydd (gallois calch « chaux » + mynydd « montagne ») est un obscur  royaume ou sous-royaume Brittonique de la Grande-Bretagne post-romaine. Sa localisation précise est inconnue et on ne sait pratiquement rien de certain sur son histoire.

## Contexte
Son nom subsite sous la forme d'une épithète attribuée à Cadrawd Calchfynydd, qui règne apparemment au VIe siècle sur cette région. Les sources galloises considèrent ce Cadrawd comme l'un des  Gwyr y Gogledd ou Hommes du Nord, suggérant que ses domaines s'étendaient en partie dans le nord de la Bretagne insulaire. William Forbes Skene avance une identification avec  Kelso (anciennement Calchow) dans le sud de l' Écosse et Rachel Bromwich (en), soutient qu'une localisation quelque part dans le Hen Ogledd est plus probable. Alistair Moffat dans son « Histoire de Kelso » est partisan de cette hypothèse , s'appuyant sur les premières références du mot  « Chalchou » ou C alkou », désignant une zone crayeuse comme l'actuelle colline de Chalk Heugh.

## Liste des souverains présumés
- Cynwyd Cynwydion
- Cadrawd Calchfynydd
- Yspwys Mwyntyrch ab Yspwys (légendaire)
- Mynan son fils

## Source
- (en) Tim Clarkson, The Men of the North. The Britons of southern Scotland, Édimbourg, John Donald, 2010, 230 p. (ISBN 978-1-906566-18-0), p. 74,99,116.